# 弓張平公園
弓張平公園（ゆみはりだいらこうえん）は、山形県西村山郡西川町にある県営の都市公園、キャンプ場。弓張平公園管理運営企業体（構成企業／有限会社グリーン・プランテーション、 株式会社武田園芸、八松園株式会社）が指定管理者。

## 概要
星と緑と太陽の公園がキャッチコピー。月山の麓の標高634mに位置する高原にある。運動場やキャンプ場、植物園らがある。コテージもあり宿泊も可能。
眼下には月山湖を望める。

## 施設内容
- オートキャンプ場
- コテージ
- テニスコート
- パターゴルフ場
- 運動広場
- 陸上競技場
- 野球場
- 子供広場
- 植物園
- 芝生広場
- ハーブ園
- パークプラザ(アリーナ、会議室等)
- 苔の道

## アクセス
山形自動車道月山ICから5km
駐車場は無料である。

## 周辺
- 月山
- 月山道路
- 月山スキー場
- 寒河江ダム
- 月山志津温泉